# Olle Hansson (läkare)
Olle Hansson, född 15 januari 1936 i Stockholm, död 23 maj 1985 i Stockholm, var en svensk barnläkare och barnneurolog som engagerade sig i flera kampanjer mot läkemedel med farliga biverkningar.

## Biografi
Olle Hansson växte upp i Malmö och utbildade sig till läkare i Lund, Umeå, Stockholm och Göteborg med examen 1962. Han arbetade först på Akademiska sjukhuset i Uppsala och specialiserade sig i barnneurologi, inom vilket ämne han disputerade 1968 och blev docent 1969. Därefter flyttade Hansson till Göteborg för en överläkartjänst vid barnmedicinska kliniken på Östra sjukhuset. Han avled 1985 av lymfom, 49 år gammal.

## Karriär
Hansson kom i sitt arbete som barnneurolog på tidigt 1970-tal i kontakt med patienter som drabbats av symtom han misstänkte var en biverkning av kliokinol, ett läkemedel i klassen hydroxikinoliner. Detta ledde till en kontrovers med läkemedelsföretaget  Ciba-Geigy (numera Novartis)  som marknadsförde hydroxikinoliner, gällande om dessa substanser kunde absorberas från mag-tarmkanalen. Företaget hävdade att någon sådan absorption inte ägde rum, vilket skulle ha gjort biverkningar högst osannolika.
I Japan hade neurologen Tadao Tsubaki 1970 föreslagit att hydroxikinoliner låg bakom de utbrott av sjukdomen subakut myelo-optisk degeneration (SMON) som drabbade minst 10 000 personer och bland annat gav förlamning och blindhet. Symtomen var snarlika de Hansson och hans kollegor hade uppmärksammat i Sverige. 
Hansson blev engagerad som vittne i japanska rättegångar om kopplingen mellan SMON och hydroxikinolinerna, i vad som kom att kallas "SMON-skandalen" .